# Vénitienne (Matisse)
Vénitienne est un tableau réalisé par le peintre français Henri Matisse en 1922-1923. Cette huile sur toile représente une femme coiffée d'un tricorne et vêtue d'une robe orange assise dans un intérieur décoré de motifs floraux. Don de James Sibley Watson en novembre 1924, l'œuvre est conservée à la Memorial Art Gallery de Rochester, dans l'État de New York, aux États-Unis.